# Lago Maggiore
A Lago Maggiore vagy Lago Verbano (piemonti nyelven Lagh Magior, lombard nyelven Lach Magiur, németül Langensee, latinul Lacus Verbanus) az észak-olaszországi Piemont és Lombardia régiókban, valamint Ticino (németül Tessin) svájci kantonban található tó az Alpok déli lábainál.

## Leírás
A Lago Maggiore területe 212,5 km², 80,1%-a Olaszországban, 19,9%-a Svájcban található. Az Alpok déli részétől egészen a Pó-síkság széléig terjed. Más felső-olaszországi tavakhoz hasonlóan a jégkorszaki gleccserek olvadása során alakult ki. Különösen az északi oldalról magas sziklafalak veszik körül.
Tengerszint feletti magassága átlagosan 193 méter. A tó 66 km hosszú és kb. 10 km széles.  Olaszország második legnagyobb tava a Garda-tó után. Legmélyebb pontja 372 méter, a tófenék több mint 170 méterrel a tengerszint alatt található, ezzel a Lago Maggiore Svájc legmélyebb tava (bár a legmélyebb pont az olasz területen fekszik).
Vízgyűjtő területe 6386 km² (3326 km² Svájcban, 3060 km² Olaszországban).
1826 óta közlekedik rajta személyszállító hajó. 1852-ben a tavi közlekedés irányítását és átszervezését átvette az Ausztriai Lloyd Hajótársaság. Ma a Navigazione Laghi 25 hajóból álló flottát üzemeltet.
Fő tápláló- és levezető folyója a Ticino (németül Tessin) Magadinónál ömlik a tóba. Torkolatvidéke, a Bolle di Magadino egy fajgazdag természetvédelmi terület.
Nyugatabbra a Maggia folyik a tóba, ami jelentős mennyiségű hordalékot visz magával, ezáltal a Maggia-delta messze belenyúlik a tóba. A torkolattól keletre fekszik Locarno, amely elsősorban az évente megrendezésre kerülő filmfesztiválról (Locarnói Nemzetközi Filmfesztivál) és a Madonna del Sasso nevű zarándoktemplomról híres. Nyugati oldalán található Ascona a tóparti sétányaival és a Monte Veritàval. A folyó völgye Ponte Brollánál két részre válik: a bal parton Centovalli, a jobb parton a Maggia-völgy. Északon a Verzasca torkollik a tóba, ami a Ponte dei Salti nevű hídjáról és a 220 m magas duzzasztógátjáról híres.

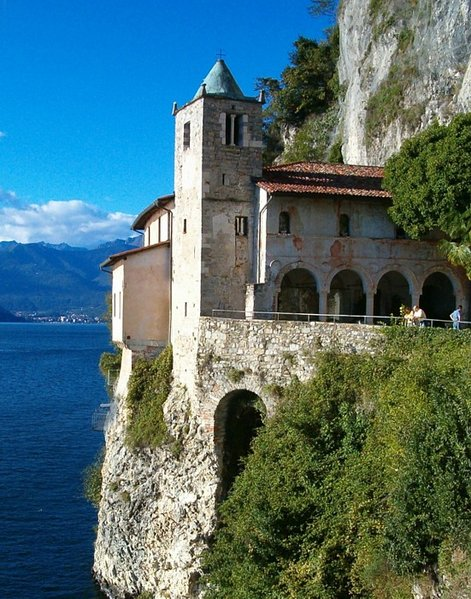
Santa Caterina del Sasso

A tó melletti legnagyobb város Verbania. Említésre méltó a híres Villa Taranto botanikus kert (alapítója, Neil Mac Eacharn kapitány ajándékozta Olaszországnak), ahol a világ minden részéről importált növények ezrei, ritka, Európában egyedülálló botanikus gyűjtemények láthatók. Verbaniától délre a tó a Verbania-öbölbe (Golfo di Verbania) szélesedik ki, ahol a Toce ömlik a tóba.
Az öbölben található Stresa, amit a Belle Époque-villáival és hotelkastélyaival nagyvilági, előkelő üdülőhelyként tartanak számon. Itt található a Villa Pallavicino állatkert százéves fáival és sok szabadon élő állatfajával. A város adott helyet néhány jelentős konferenciának a történelem folyamán (1. és 2. Stresai Konferencia: 1935, 1958).
Délebbre haladva fekszik Arona városa. Aronától 2 km-re északi irányban  1624-ben egy 23 m magas réz óriásszobrot (35 m talapzattal együtt) állítottak fel Borromeo Szent Károlyról (Karl Borromäus), ami a New York-i Szabadságszobor megépítéséig a legnagyobb belülről bejárható szobor volt.

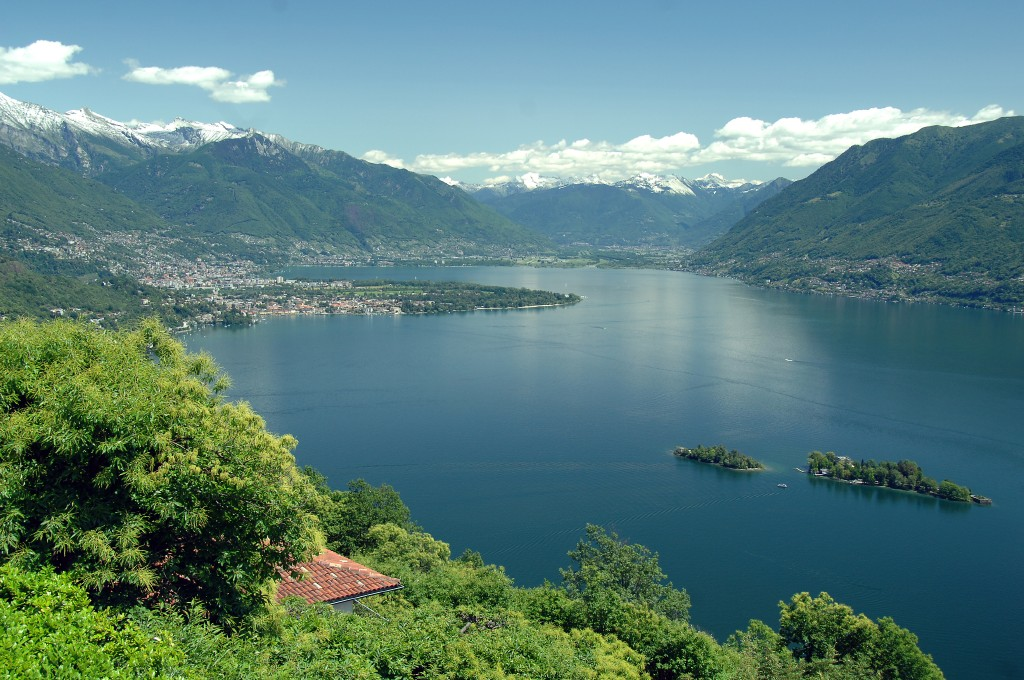
Isole di Brissago

A Lago Maggiore keleti oldalán található a meredek sziklafalba épített Santa Caterina del Sasso kolostor, valamint Luino városa, híres piacával.

## Szigetek
Brissagónál található a két Brissago-sziget (Isole di Brissago) egyikükön botanikus kerttel.
Cannero Rivierától északra fekszik két szigetecske: Castelli di Cannero.
Stresától nem messze találhatók a Borromei-szigetek: Isola Bella, Isola Madre, Isola dei Pescatori (Isola Superiore) és Isola di San Giovanni.

## Érdekesség
Barabás Miklós akvarellje Lago Maggiore címmel, 1834, 157×237 mm; Magyar Nemzeti Galéria, Budapest
Sanford Robinson Gifford olaj vászon alkotása Isola Bella in Lago Maggiore címmel, 1871, 514x914 mm, Metropolitan Museum of Art, New York

## Fordítás
- Ez a szócikk részben vagy egészben  a   Lago Maggiore című német Wikipédia-szócikk fordításán alapul.  Az eredeti cikk szerkesztőit annak laptörténete sorolja fel. Ez a jelzés csupán a megfogalmazás eredetét és a szerzői jogokat jelzi, nem szolgál a cikkben szereplő információk forrásmegjelöléseként.